# نادي غوادالاخارا (إسبانيا)
نادي غوادالاخارا الرياضي (بالإسبانية: Club Deportivo Guadalajara, S.A.D.)‏ نادي كرة قدم إسباني يلعب في دوري الدرجة الثالثة. تم تأسيس النادي في عام 1947.

## روابط خارجية
- CD Guadalajara